# Sultangazi

Sultangazi Isztambul térképén

Sultangazi [ejtsd: szultangázi] Isztambul tartomány egyik újonnan kialakított, európai oldalon fekvő körzete, 2008-ban hozták létre Gaziosmanpaşa, Esenler és Eyüp egyes mahalléinek elcsatolásával. Területe 36,25 km², népessége 2008-ban 436 935 fő volt.